# (10829) Matsuobasho
(10829) Matsuobasho (1993 UU) – planetoida z pasa głównego asteroid okrążająca Słońce w ciągu 3,40 lat w średniej odległości 2,26 j.a. Została odkryta 22 października 1993 roku przez japońskiego astronoma Tsutomu Seki.